# Gwendoline Daudet
Gwendoline Daudet (Nogent-sur-Marne, 28 novembre 1998) è una pattinatrice di short track francese.

## Biografia
Ha iniziato a praticare lo short track nel 2008, all'età di nove anni, a Fontenay-sous-Bois.
È residente a Font-Romeu, sede del Centre national d'entraînement en altitude e di un importante gruppo sportivo del pattinaggio pista corta francese.
È allenata da Ludovic Mathieu.
Ai campionati europei di short track di Dresda 2018 ha vinto la medaglia di bronzo nella staffetta 3000 metri, con le compagne di nazionale Tifany Huot-Marchand, Véronique Pierron e Selma Poutsma.
Si è laureata campionessa continentale a Danzica 2021 nella staffetta 3000 metri, gareggiando con le connazionali Aurélie Lévêque, Tifany Huot-Marchand e Aurélie Monvoisin. Con le stesse compagne ai mondiali di Dordrecht 2021 ha vinto la medaglia d'argento nella staffetta 3000 metri, terminando alle spalle dei Paesi Bassi.

## Palmarès
- Mondiali

Dordrecht 2021: argento nella staffetta 3000 m;
- Europei

Dresda 2018: bronzo nella staffetta 3000 m;
Danzica 2021: oro nella staffetta 3000 m;
Danzica 2024: bronzo nella staffetta 3000 m;
Dresda 2025: oro nella staffetta mista 2000 m;